# Arthur Hoag
Pour les articles homonymes, voir Hoag.
Arthur Allen Hoag (né le 18 janvier 1921 et mort le 17 juillet 1999) est un astronome américain connu pour sa découverte de l'objet de Hoag en 1950.
Son nom a été donné à l'astéroïde (3225) Hoag découvert en 1982 par Carolyn et Eugene M. Shoemaker. Il obtient son Ph.D en astronomie à Harvard en 1953 sous l'égide du professeur Bart Bok. Directeur de l'observatoire Lowell à Flagstaff (Arizona) à partir de 1977, il travaille sur les effets photoélectriques et la photométrie en astronomie. Il développe également des instruments astronomiques et recherche des sources quasi stellaires.

## Source de la traduction
- (en) Cet article est partiellement ou en totalité issu de l’article de Wikipédia en anglais intitulé « Arthur Hoag » (voir la liste des auteurs).